# الانقلاب المضاد نيجيريا 1966
كان الانقلاب المضاد النيجيري 1966 (بالإنجليزية: 1966 Nigerian counter-coup)‏، أو ما يسمى بـ «إعادة مباراة يوليو» (بالإنجليزية: July Rematch)‏، الانقلاب الثاني من بين العديد من الانقلابات العسكرية في نيجيريا. كان العقل المدبر لها المقدم مورتالا محمد والعديد من ضباط الجيش الشمالي. بدأ الانقلاب على أنه تمرد في منتصف ليل 28 يوليو 1966 وكان رد فعل على عمليات قتل السياسيين والضباط الشماليين على يد جنود معظمهم من شعب الإيغبو في 15 يناير 1966 (انظر انقلاب نيجيريا 1966). أسفر التمرد/الانقلاب المضاد عن مقتل أول رئيس عسكري للدولة في نيجيريا الجنرال جونسون أجويي إيرونسي والعقيد أديكونلي فاجويي في إبادان على يد ضباط الصف الشمالي الساخطين. عند إنهاء حكومة إيرونسي، تم تعيين العقيد يعقوب جون رئيسًا للبلاد في يوليو 1966.

## أسباب الانقلاب المُضاد
وفقًا للمؤرخ النيجيري ماكس سيولون (Max Siollun)، كان لدى الجنود الشماليين قائمة بالمظالم بعد انقلاب 15 يناير 1966 الذي تم إجهاضه والذي أدى إلى التخطيط للانقلاب المضاد. قائمة تظلماتهم هي:
- مقتل قادة مدنيين شماليين وضباط عسكريين في انقلاب 15 يناير 1966 المجهض
- في 15 يناير 1966، لم يحاكم المتآمرون على الانقلاب (معظمهم من كبار) بتهمة الخيانة وكانوا يتلقون رواتبهم أثناء الاحتجاز
- صدور مرسوم التوحيد
- إشاعات عن «انقلاب الإيغبو» للقضاء على جنود الشمال
- ترقية العديد من الإيغبو إلى رتبة عقيد
- شائعات عن المحاباة العرقية للجنرال إيرونسي تجاه الإيغبو
- خطط لمبادلة الكتائب الأولى والرابعة وخطط لتناوب الحكام العسكريين للمناطق المختلف